# Clément Turpin
Clément Turpin (født 16. maj 1982) er en fransk fodbolddommer som har været på FIFAs Internationale Dommerliste siden 2010 og desuden medlem af UEFAs elitedommergruppe siden 2012.
Han har fungeret som dommer ved VM-kvalifikationen for europæiske hold til slutrunden i Brasilien 2014 og ved den tilsvarende VM-kvalifikation til slutrunden i Rusland 2018.
Turpin blev i maj 2016 kåret som Frankrigs bedste dommer af det franske fodboldforbund. Samme år medvirkede han som dommer ved EM i Frankrig. Turpin dømmer ved VM-slutrunden i Rusland 2018.